# Halk Sogn
Halk Sogn er et sogn i Haderslev Domprovsti (Haderslev Stift).
Halk Sogn hørte til Haderslev Herred i Haderslev Amt. Halk sognekommune blev ved kommunalreformen i 1970 indlemmet i Haderslev Kommune.
I Halk Sogn ligger Halk Kirke.
I sognet findes følgende autoriserede stednavne:
- Bankel (vandareal)
- Barkholt (stor landbrugsejendom)
- Bejerholm (landbrugsejendom)
- Brunbjerg (bebyggelse)
- Bukholm (bebyggelse)
- Halk (bebyggelse, ejerlav)
- Halk Hoved (areal)
- Halk Strand (bebyggelse)
- Hejsager Strand (bebyggelse)
- Kirsebærhuse (bebyggelse)
- Langmose (landbrugsejendom)
- Lersig (bebyggelse)
- Medsted (bebyggelse)
- Møllebæk (vandareal)
- Neder Hejsager (bebyggelse)
- Noret (vandareal)
- Over Hejsager (bebyggelse)
- Rødager (bebyggelse)
- Sode (bebyggelse, ejerlav)
- Ultang (bebyggelse)
- Vejrmøllehøj (areal)

## Afstemningsresultat
Folkeafstemningen ved Genforeningen i 1920 gav i Halk Sogn 531 stemmer for Danmark, 67 for Tyskland. Af vælgerne var 138 tilrejst fra Danmark, 26 fra Tyskland. 